# Бонифаций (герцог Эльзаса)
Бонифаций (лат. Bonifacius, фр. Boniface; возможно, умер в 666 или 667) — герцог Эльзаса в 660-х годах.

## Биография
Основным средневековым нарративным источником о Бонифации является «Житие Германа Грандвальского» Боболена. Он также упоминается в нескольких юридических актах меровингского периода истории Франкского государства.
Происхождение Бонифация точно не известно. Однако один из средневековых документов, а также ономастические данные позволяют медиевистам предполагать, что он мог быть родственником Гундоина и Вульфоальда, представителей знатных семей Австразии.
В написанном Боболеном житии святого Германа Грандвальского Бонифаций назван преемником Гундоина в должности герцога Эльзаса. Дата смерти Гундоина точно не известна: среди возможных называется 30 октября 656 года и период после 6 сентября 667 года. Однако первое упоминание о Бонифации как правителе Эльзасского герцогства относится приблизительно к 662 или 663 году.
О правлении Бонифация известно очень мало. В преданиях упоминается только о том, что его деятельность в должности герцога Эльзаса привела к мятежу в Зорнегау.
Бонифаций продолжил политику своего предшественника по христианизации вверенных ему владений. В 661 году он упоминается как первый благотворитель аббатства в Висамбуре, с согласия своих сыновей Гундебальда и Теодальда передавший обители виллу Герлинген. В акте дарения оговаривалось условие, что собственность Бонифация аббат монастыря Хродоин сможет получить только после смерти герцога. В 660 или 662 году Бонифаций также «был вовлечён» в основание Мюнстерского аббатства в Мюнстере. По просьбе герцога Бонифация король Хильдерик II в 662 или 663 году утвердил акт об основании этой обители.
Дата смерти Бонифация точно не известна. Последний документ с упоминанием о нём датирован 664 или 666 годом. Это хартия, в которой король Хильдерик II по просьбе королевы Химнехильды сделал пожертвование церкви в Шпайере. Среди подписавших этот акт персон были также герцог Амельрик и епископы Хлодульф Мецский и Ротарий Страсбургский. Предполагается, что Бонифаций мог скончаться вскоре после этого, возможно уже в 666 или 667 году. В любом случае, это должно было произойти не позднее 4 марта 673 года, даты первого упоминания о новом герцоге Эльзаса Адальрихе.
О жене Бонифация сведений в средневековых источниках не сохранилось. Известны имена двух сыновей герцога Эльзаса: Гундебальд и Теодальд (или Теодоальд).
Возможно, в память об этом эльзасском герцоге своё название получило «селение Бонифация» (современная коммуна Вир-о-Валь), в котором около 660 года герцог построил охотничий домик. Под таким названием оно упоминалось ещё в хартии короля Цвентибольда от 896 года.